# Forte de São Roque
O Forte de São Roque localiza-se em Castelo de Vide, na Freguesia de Santa Maria da Devesa, no Município de Castelo de Vide, Distrito de Portalegre, em Portugal.
Em posição dominante no alto de uma colina a norte da serra de São Mamede, no Alentejo, revestia-se de importância estratégica devido à sua proximidade com a fronteira.

## História
Foi erguido no contexto da Guerra da Restauração da independência portuguesa, quando foram promovidas modernizações na defesa de Castelo de Vide, visando adaptá-la aos modernos tiros da artilharia.
Os seus trabalhos iniciaram-se já em 1641, ampliados a partir de 1644 sob projeto e direção do engenheiro-militar e arquitecto francês, Nicolau de Langres. Em 1660, no auge desse processo de fortificação, a defesa da vila encontrava-se repartida em dois núcleos principais: o do castelo, a Oeste, e o Forte de São Roque, a Leste, interligados por extensa linha de muralhas abaluartadas. A guarnição, à época, era de seiscentos homens e três companhias de cavalaria, o que revela a sua importância.
Posteriormente, a praça foi cercada e conquistada durante a Guerra da Sucessão Espanhola (1704), ocupada sem resistência durante a chamada Guerra das Laranjas (1801) e, por tropas francesas sob o comando do general André Masséna, durante a Guerra Peninsular. (1811). A destruição sofrida desde então levou à sua desativação a partir de 1823, quando se acentuou o seu processo de degradação.
O Forte encontra-se classificado como Incluído na Área Protegida da Serra de São Mamede (v. PT041214020015).

## Características
O forte apresenta planta no formato estrelado, com amplos baluartes e desníveis de terrenos, interligados por uma extensa linha de muralhas que circundava a vila.